# Университет Нью-Гэмпшира
Университет Нью-Гэмпшира (также Нью-Гэмпширский университет, англ. University of New Hampshire, UNH) — государственный исследовательский университет, входящий в университетскую систему штата Нью-Гэмпшир. Основной кампус находится в Дареме, дополнительный — в Манчестере. С 15 000 студентов университет является крупнейшим в штате, а также одним из девяти университетов-получателей земельных, морских и аэрокосмических грантов. С 30 июня 2018 года Джеймс Дин младший является 20-м президентом университета.

## История

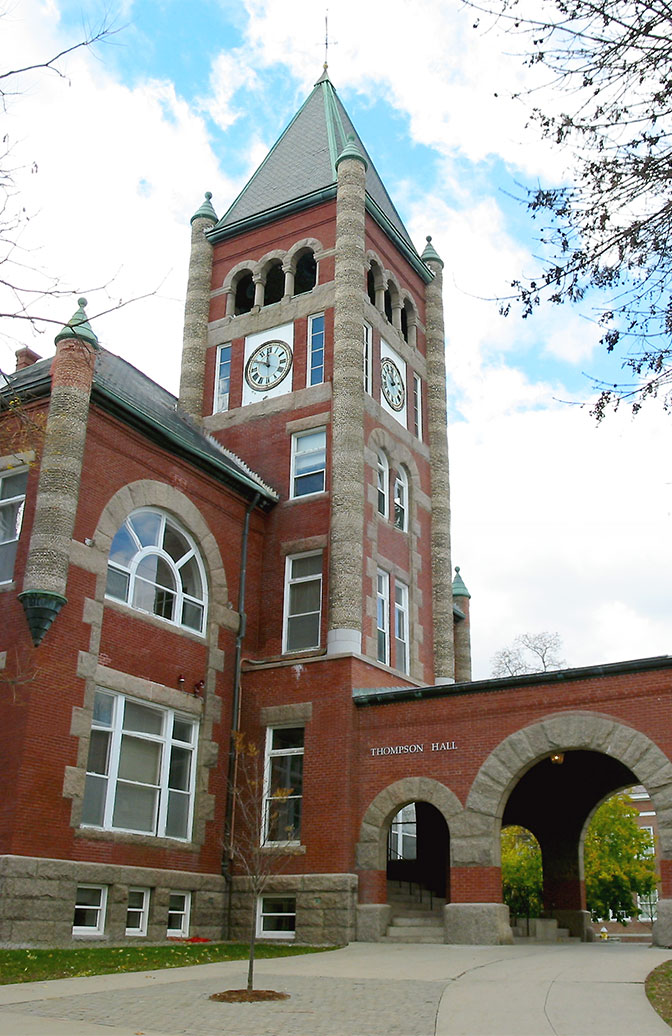
Томпсон Холл, построенный в 1892 г.

В 1866 году в Гановере, Нью-Гэмпшир, был основан предшественник университета — Нью-Гэмпширский колледж сельского хозяйства и механики, в ассоциации с Дартмутским колледжем. Спустя время житель Дарема Бенджамин Томпсон завещал свою ферму и другое наследство штату для создания сельскохозяйственного колледжа. 30 января 1890 года Бенджамин Томпсон умер, а его завещание было опубликовано. 5 марта 1891 года губернатор штата Хайрам Америкус Таттл подписал акт приема наследства Томпсона. 10 апреля 1891 года губернатор Таттл подписал билль, предписывающий Нью-Гэмпширскому колледжу переехать в Дарем, Нью-Гэмпшир.
В 1892 году Совет попечителей нанял Чарльза Элиота для создания плана первых пяти корпусов кампуса: Томпсона, Конанта, Несмиф, Хьюит Шопс и Дейри Барн. Элиот посетил Дарем и работал над планом около 3 месяцев перед переездом в Дарем. Студенты 1892 года были взволнованы в ожидании переезда в Дарем, поскольку им предстояло начать занятия в недостроенном сарае кампуса Дарем. 18 апреля 1892 года Совет попечителей проголосовал за то, чтобы «разрешить факультету принять все меры для сбора и перевозки имущества колледжа из Гановера в Дарем». Студенты 1893 года последовали за предшественниками и начали свои занятия в недостроенном Томпсон Холле, центральном здании кампуса в неороманском стиле, построенном известной архитектурной фирмой Dow & Randlett из Конкорда.

## Факультеты (программы)

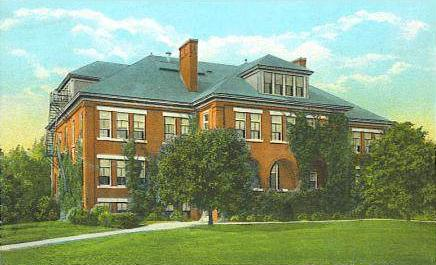
Моррилл Холл, 1920

В состав университета входят семь колледжей и постдипломные программы, предлагающих около 2000 курсов по 100 направлениям:
- Колледж инженерных и физических наук (CEPS)
- Колледж свободных искусств (COLA)
- Колледж биологии и сельского хозяйства (COLSA)
- Томпсоновская школа прикладных наук (TSAS)
- Колледж здравоохранения и социальной работы (CHHS)
- Виттеморская школа бизнеса и экономики (WSBE)
- Университет Нью-Гэмпшира в Манчестере (UNHM)
- Юридическая школа Университета Нью-Гэмпшира

Университет является членом региональной студенческой программы Новой Англии при Совете Новой Англии по высшему образованию, в рамках которой государственные университеты и колледжи предлагают ряд образовательных программ для студентов из других штатов Новой Англии.
Томпсоновская школа прикладных наук (TSAS) была основана в 1895 году, сейчас входит в COLSA и проводит двухлетнее обучение на средние технические специальности в прикладных науках по семи программам: прикладная ветеринария, прикладное бизнес-администрирование, гражданские технологии, муниципальное управление, управление общественным питанием, лесные технологии и садоводческие технологии.
Близость университета к атлантическому побережью предоставляет прекрасные возможности для программ по биологии океана и океанологии. Учебные корпуса по данным программам включают Джексоновскую эстуарную лабораторию на Адамс-Пойнте близ города Дарем и Шолскую морскую лабораторию (штат Мэн) на острове Аплдор архипелага Шолс (совместно с Корнеллским университетом).